# Trojan-PSW
Trojan-PSW — вредоносная программа, предназначенная для кражи пользовательских аккаунтов (логин и пароль) с поражённых компьютеров. Название PSW произошло от Password-Stealing-Ware.
При запуске PSW-троянцы ищут необходимую им информацию системных файлов, хранящих различную конфиденциальную информацию. В случае успешного поиска программа отсылает найденные данные «хозяину». Для передачи данных могут быть использованы электронная почта, FTP, HTTP (посредством указания данных в запросе) и другие способы. Некоторые «троянцы» данного типа воруют регистрационную информацию к различному программному обеспечению.

## Особенности
Trojan-PSW, занимающиеся кражей банковских аккаунтов, аккаунтов к интернет-пейджерам, а также аккаунтов к компьютерным играм, относятся к Trojan-Banker, Trojan-IM и Trojan-GameThief соответственно. В отдельные типы эти вредоносные программы выделены в силу их многочисленности.

## Пример
Trojan-PSW.Win32.Hooker— программа, относящаяся к семейству «троянских коней», ворующих системные пароли. При запуске «троянец» инсталлирует себя в систему: копирует в главный или в системный каталог Windows и регистрирует в системном реестре в секции автозапуска.

## Описание
Имя файла-«троянца», каталог установки (Windows или Windows\SYSTEM) и ключ реестра являются опциональными и могут быть изменены злоумышленником перед рассылкой троянского файла. Все эти значения хранятся в конце троянского файла в зашифрованном виде.
«Троянец» затем регистрирует себя как скрытое приложение (сервис) и невидим в списке задач. «Троянец» также создает дополнительный DLL-файл, основная задача которого — слежение за текстом, который пользователь набирает на клавиатуре.
Троянец периодически отсылает собранную информацию на электронный адрес злоумышленника (этот адрес также опционален). Сообщения троянца содержат: имя компьютера и его адрес в сети, RAS-информацию, логины и пароли доступа в сеть, а также строки, которые пользователь вводил на клавиатуре.